# Erdőbénye
Erdőbénye (szlovákul: Beňa) község Borsod-Abaúj-Zemplén vármegyében, a Tokaji járásban található. Egyike Tokaj-Hegyalja legrégebbi településeinek, hajdani mezővárosainak. A honfoglalástól kezdődően magyar faluként tartják számon. Hegyekkel körülvett, őslénytani érdekességekben és ásványokban gazdag területen helyezkedik el.

## Fekvése
A település a Mulató-hegy köré épült, a Zempléni-hegység és az Alföld találkozásánál, az Aranyosi-völgy kapujában fekszik. A megyeszékhelytől, Miskolctól 58 kilométerre keletre, Sárospataktól 22 kilométerre nyugatra, a tokaji borvidéken helyezkedik el. A környék három másik, kisebb városától, Encstől, Tokajtól és Abaújszántótól nagyjából 20-30 kilométerre található.
A közvetlen szomszédos települések: észak felől Baskó, északkelet felől Erdőhorváti, délkelet felől Olaszliszka és Szegilong, dél felől Bodrogkisfalud, délnyugat felől Mád, nyugat felől Tállya és Abaújszántó, északnyugat felől pedig Sima. A legközelebbi települések: Szegilong 6, Sima 7, Olaszliszka és Tolcsva 8-8 kilométerre; az összes többi határos település központja ennél hosszabb úton érhető el Erdőbénye felől.

### Megközelítése
Közúton a község három irányból érhető el: Abaújszántó-Sima és Szegilong felől egyaránt a 3705-ös, Tolcsva felől pedig a 3717-es úton.
Vasútvonal nem érinti, ennek ellenére a Budapest–Sátoraljaújhely-vasútvonal egyik megállóhelye az Erdőbénye megállóhely nevet viseli; utóbbi Szegilong belterületén helyezkedik el, nem messze a településen átvezető 3801-es és a 3705-ös utak találkozásától, Erdőbénye központjától bő 7 kilométerre délkeletre.

## Története
A tokaji borvidék mértani középpontjában (és csak néhány kilométerre Tállyától, ami Európa mértani középpontja) fekvő község első írásos említése 1404-ből származik. Berényiek voltak a község első birtokosai, 1428-ban, Belecsényi István, majd Pallagi István, később a Pálóczyaké, Gerencséri Balázsé, majd Rozgonyiaké. 1486-ban Lorántffyak és Rákócziak kezébe került. II. Rákóczi Ferenc adományaként több család kezébe vándorolt, végül az Erdődyek kapták meg.
A középkor folyamán még két különálló részből, Mező- és Egyházas-Bényéből állt. A hatalmas erdőségekkel, kiváló adottságú szőlőhegyekkel bíró Erdőbénye évszázadokon keresztül Hegyalja egyik legjelentősebb települése volt, vásártartási és borkereskedési joggal. 1604-tól a Rákóczi-birtok része, minek köszönhetően jelentős fejlődésnek indult. A Rákócziak gazdasági központot alakítottak ki, nagy kúriát építettek, amely alól indul ki a Hegyalja egyik legnagyobb, egybefüggő, több szintes, ma is összesen 22 ágú pincerendszere. Erdőbénye borkereskedelemmel összefüggő jelentőségét jelzi, hogy volt idő, amikor a település egyszerre több mint száz bodnárnak adott munkát.
1739-ben egy pestisjárvány majdnem teljesen kipusztította.
- A 18. század végén nyílt posta első postamestere Kossuth Lajos nagyapja, Wéber András volt.
- A község híres volt kádárairól, ők látták el hordókkal Tokaj-Hegyalját.

## Műemlékei
Szirmay Ödön 1830-ban, Erdőbényétől 5 km-re, mélyen a hegyek között, egy fürdőtelepet épített ki, pavilonokkal, kastélyszerű fürdő- és vendégházzal. A 260 m-es tengerszint feletti magasságban lévő, klimatikus, magas hegyek által védett ásványos fürdő hamarosan rendkívül népszerűvé vált, újabb fellendülést hozva a település életében. Erdőbénye-fürdő országosan ismert és látogatott gyógyfürdővé vált, ahol nem csak a korának legnépszerűbb báljait tartották, hanem teret adott a szabadelvű köznemeseknek is, melynek köszönhetően a reformkor egyik jelentős közéleti-szellemi helye is lett. A fürdő és az üdülőtelep az utóbbi évektől ismét látogatható.
Erdőbénye jelentős műemlékei az 1548-ban épült támpilléres római katolikus templom, az 1787-ben épült református templom és a Rákóczi-kúria (utóbb a Szirmay, ill. Ferenczy családok birtokában). 1831-ben kolerajárvány pusztította a település lakóit. A falu határában, a Mulató-hegy oldalában áll a járvány áldozatainak emlékére emelt oszlop, a Koleráskő.

## Közélete

### Polgármesterei
- 1990–1994: Bajnok Imréné (független)[5]
- 1994–1998: Bajnok Imréné (független)[6]
- 1998–2002: Bajnok Imréné (független)[7]
- 2002–2006: Bajnok Imréné (független)[8]
- 2006–2010: Kántor Dezső (független)[9]
- 2010–2014: Kántor Dezső Dénes (független)[10]
- 2014–2019: Kántor Dezső Dénes (független)[11]
- 2019–2024: Kántor Dezső (független)[12]
- 2024– : Kántor Dezső Dénes (független)[1]

## Népesség
A település népességének változása:
| Lakosok száma | 1144 | 1123 | 1081 | 982  | 960  | 963  | 937  |
|               | 2013 | 2014 | 2015 | 2021 | 2022 | 2023 | 2024 |

2001-ben a település lakosságának 98%-a magyar, 2%-a cigány nemzetiségűnek vallotta magát.
A 2011-es népszámlálás során a lakosok 97,5%-a magyarnak, 4,2% cigánynak, 0,5% németnek, 0,2% szlováknak mondta magát (2,5% nem nyilatkozott; a kettős identitások miatt a végösszeg nagyobb lehet 100%-nál). A vallási megoszlás a következő volt: római katolikus 52,1%, református 31,6%, görögkatolikus 4,2%, felekezeten kívüli 4,8% (6,8% nem válaszolt).
2022-ben a lakosság 88,6%-a vallotta magát magyarnak, 4,2% cigánynak, 0,2-0,2% szlováknak, németnek és ruszinnak, 0,1% ukránnak, 1% egyéb, nem hazai nemzetiségűnek (11% nem nyilatkozott; a kettős identitások miatt a végösszeg nagyobb lehet 100%-nál). Vallásuk szerint 36,3% volt római katolikus, 22,6% református, 4,2% görög katolikus, 0,1% egyéb keresztény, 0,1% ortodox, 5,8% felekezeten kívüli (30,7% nem válaszolt).

## Látnivalók
Koleraoszlop
Szent György-templom
Református templom
Mulató-hegy
- Szirmay-kastély[16]

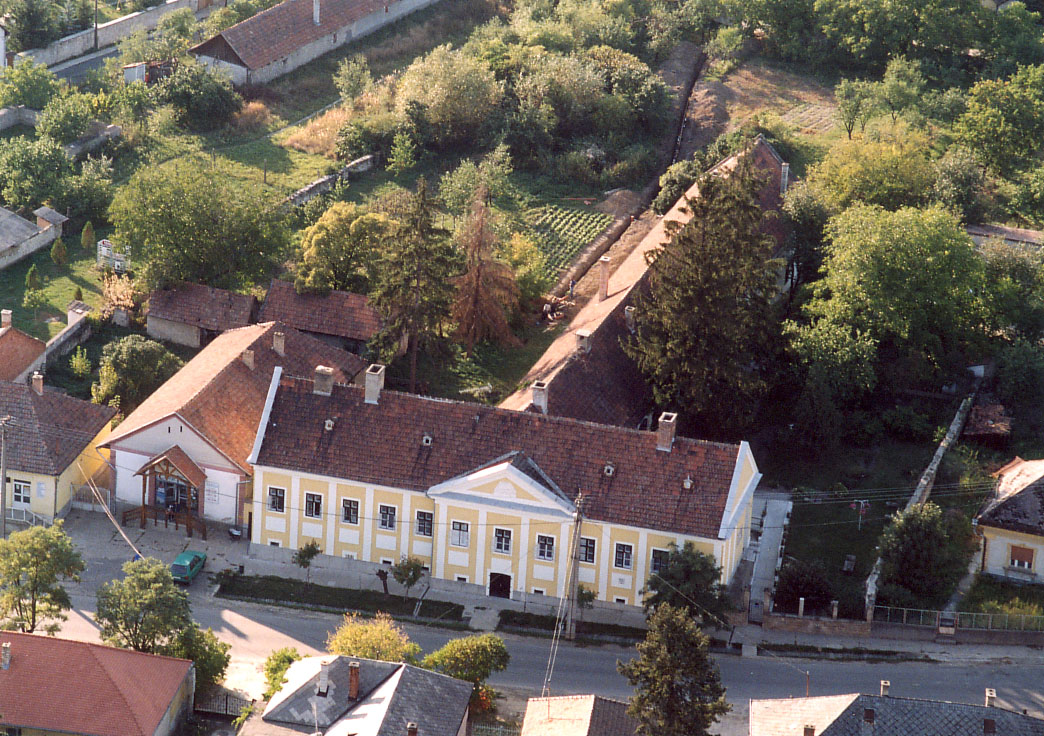
Erdőbénye, Szirmay-kastély

- Fekete-Budaházy-kúria. 1650-ben épült kora barokk stílusban.
- A falu határában található gyógyvízforrás már a középkorban népszerű volt. Mai gyógyfürdőjét Szirmay Ödön kezdte építtetni 1830 körül.
- Nyaranta a faluban fafaragótábort tartanak.
- Mózes ház - amiben egy anakonda él.
- Bor, mámor, Bénye fesztivál 2009 óta
- Erdőbényei Tengerszem
- Szokolya-hegy- Sólyom-kői sziklák
- Tájház
- Szepsi Laczkó Máté Emlékház
- Kovácsműhely Múzeum

## Itt születtek
- Weiszburg Gyula (1866. augusztus 19. – ?, 1919. január 28.) budapesti rabbi, teológiai író.